# Mac Kac
Mac Kac (eigentlich Jean-Baptiste Reilles; * 29. Mai 1920 in Toulouse; † 17. August 1987 in Sète) war ein französischer Jazz-Schlagzeuger.

## Leben und Wirken
Mac Kac, der katalanische Wurzeln hatte und aus einer Manouche-Familie stammte, begann seine Karriere Mitte der 1930er-Jahre in Toulouse. Reilles spielte Mitte der 1940er-Jahre im Orchester bzw. Quintett von Michel de Villers, an dessen Aufnahmen für Swing er mitwirkte („How High the Moon“). In dieser Zeit arbeitete er auch mit Frank „Big Boy“ Goudie und George Johnson, in den frühen 1950er Jahren u. a. mit Raymond Le Sénéchal, Guy Lafitte/Peanuts Holland, Bernard Peiffer and His Saint Germain Des Pres Orchestra sowie in dessen Trio mit Jean-Marie Ingrand, ferner mit Stéphane Grappelli, Jean Pierre Sasson und Maxim Saury. 1955 war er Mitglied von Jay Cameron’s International Sax Band  und der Don Rendell/Bobby Jaspar Combo. In den 1950er-Jahren arbeitete er u. a. auch mit Buck Clayton, Sacha Distel, Lionel Hampton, Peanuts Holland, Guy Lafitte, Les Blue Stars, Sammy Price, Christian Garros, Michel Attenoux und Henri Salvador (Salvador Plays the Blues). 1957 nahm er für Atlantic Records das Album Mac-Kac & His French Rock & Roll auf. Es folgten zwischen 1960 und 1962 eine Reihe von Singles und EPs für das Label Fontana Records. Er trat auch regelmäßig im Pariser Club Saint-Germain auf, u. a. mit Pierre Cullaz und Pierre Simonian. Letzte Aufnahmen entstanden 1983 mit dem Orchester von Jo Privat (Deux guitars et un violon). Im Bereich des Jazz war er zwischen 1946 und 2011 an 42 Aufnahmesessions beteiligt.